# Alpine A525
Chronologie des modèles (2025)
Alpine A524
L'Alpine A525 est la monoplace de Formule 1 engagée par l'écurie française BWT Alpine F1 Team dans le cadre de la saison 2025 du championnat du monde de Formule 1. Elle est pilotée par le duo constitué du Français Pierre Gasly et de l'Argentin Franco Colapinto.

## Présentation
La livrée de l'Alpine A525 est dévoilée le 18 février 2025 dans le cadre du F1 75 Live. La monoplace associe les couleurs rose de son sponsor BWT et bleu métallique d'Alpine.
L'Alpine A525 apparaît comme une évolution du modèle précédent dans le domaine de l'aérodynamique et des suspensions. La conception également cherché à résoudre les problèmes de surpoids qui handicapaient l'A524.

## Résultats en championnat du monde de Formule 1
| Saison | Écurie             | Moteur              | Pneus   | Pilotes          | Courses | Courses | Courses | Courses | Courses | Courses | Courses | Courses | Courses | Courses | Courses | Courses | Courses | Courses | Courses | Courses | Courses | Courses | Courses | Courses | Courses | Courses | Courses | Courses | Points inscrits | Classement |
| Saison | Écurie             | Moteur              | Pneus   | Pilotes          | 1       | 2       | 3       | 4       | 5       | 6       | 7       | 8       | 9       | 10      | 11      | 12      | 13      | 14      | 15      | 16      | 17      | 18      | 19      | 20      | 21      | 22      | 23      | 24      | Points inscrits | Classement |
| ------ | ------------------ | ------------------- | ------- | ---------------- | ------- | ------- | ------- | ------- | ------- | ------- | ------- | ------- | ------- | ------- | ------- | ------- | ------- | ------- | ------- | ------- | ------- | ------- | ------- | ------- | ------- | ------- | ------- | ------- | --------------- | ---------- |
| 2025   | BWT Alpine F1 Team | Renault E-Tech RE24 | Pirelli |                  | AUS     | CHN     | JAP     | BAH     | ARA     | MIA     | EMI     | MON     | ESP     | CAN     | AUT     | GBR     | BEL     | HON     | P-B     | ITA     | AZE     | SIN     | USA     | MEX     | BRE     | LVE     | QAT     | ABU     | 20              | 10e        |
| 2025   | BWT Alpine F1 Team | Renault E-Tech RE24 | Pirelli | Jack Doohan      | Abd.    | 13e     | 15e     | 14e     | 17e     | Abd.    |         |         |         |         |         |         |         |         |         |         |         |         |         |         |         |         |         |         | 20              | 10e        |
| 2025   | BWT Alpine F1 Team | Renault E-Tech RE24 | Pirelli | Pierre Gasly     | 11e     | Dsq.    | 13e     | 7e      | Abd.    | 13e     | 13e     | Abd.    | 8e      | 15e     | 13e     | 6e      | 10e     | 19e     |         |         |         |         |         |         |         |         |         |         | 20              | 10e        |
| 2025   | BWT Alpine F1 Team | Renault E-Tech RE24 | Pirelli | Franco Colapinto |         |         |         |         |         |         | 16e     | 13e     | 15e     | 13e     | 15e     | Np.     | 19e     | 18e     |         |         |         |         |         |         |         |         |         |         | 20              | 10e        |

Légende : ici 
- *Le pilote n'a pas terminé la course mais est classé pour avoir parcouru 90% de la distance.